# Lyski
Pour les articles homonymes, voir Lyski (homonymie).
Lyski (en allemand : Lissek) est un village de la voïvodie de Silésie et du powiat de Rybnik. Il est le siège de la gmina de Lyski et comptait 1 871 habitants en 2008.

## Géographie
Le lieu appartient à la région historique de Haute-Silésie. Il se trouve à 11 kilomètres à l'ouest de Rybnik et à 48 kilomètres au sud-ouest de Katowice.

## Histoire
De 1818 à 1922, Lissek fait partie de l'arrondissement de Rybnik dans le district d'Oppeln au sein la province de Silésie.
De 1975 à 1998, le village faisait partie du territoire de la voïvodie de Katowice.